# Josef Tesař
Josef Tesař (7 luglio 1895 – 7 dicembre 1976) è stato un allenatore di calcio cecoslovacco.

## Carriera
Allenò la Nazionale cecoslovacca nel 1937.